# لگو
لِگو (به دانمارکی: LEGO) نام تجاری نوعی اسباب‌بازی است که توسط گروه لگو در شهر بیلاند دانمارک تولید می‌شود. واژه lego برگرفته از کلمه leg godt به معنی خوب بازی کردن است. این کلمه به معنی گردآوری و خوب جفت کردن هم هست. محصولات لگو شامل قطعات کوچک رنگارنگ (اصطلاحاً آجرک‌های لگویی) عموماً کائوچویی یا پلاستیکی است که می‌توان آنها را به یکدیگر متصل کرد و اجسام گوناگونی ساخت. این اجسام شامل مدل‌های ساده مانند خانه و قطار و کشتی یا مدل‌های پیچیده‌تر مانند ماشین‌های شامل جعبه‌دنده و موتور و سیستم‌های پنوماتیک هستند. آجرهای لگو را می‌توان بعد از اتصال به یکدیگر به آسانی از یکدیگر جدا نمود. در این میان آدمک‌های کوچک گوناگونی هم از پلاستیک وجود دارند که بازی با این اسباب بازی را جذاب تر می‌کنند. همچنین بعضی از محصولات شرکت لگو با تم‌هایی از قبیل بتمن و جنگ ستارگان و نینجاگو و مارول به بازار ارائه شده‌اند.

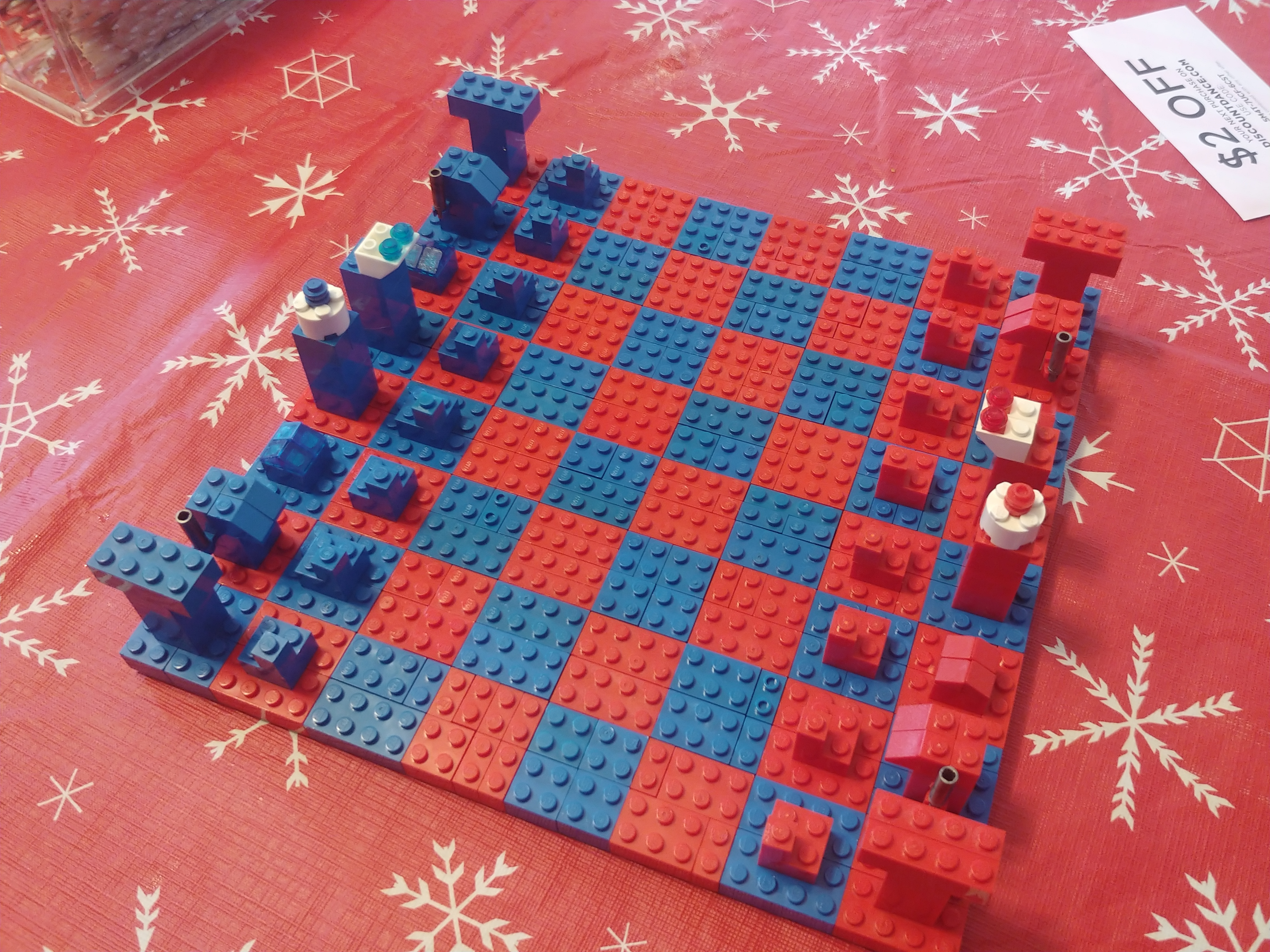
لگو شطرنج

هرچه آجرها ریزتر باشند، حجم نهایی ساخته شده ظریف‌تر و زیباتر خواهد بود.
شرکت لگو، در هر ثانیه، ۱۰۰۰۰ قطعه می‌سازد؛ و به‌طور سالانه، ۳۶۰ میلیارد قطعه درست می‌کند.
این شرکت در ایام تعطیلات سال نو (کریسمس)، در هر ۲۸ ثانیه یک آدمک لگویی بابانوئل را به فروش می‌رساند.
گروه لگو تولید آجرهای اسباب بازی که به هم وصل می‌شوند را در سال ۱۹۴۹ آغاز کرد. فیلم‌ها، بازی‌ها، مسابقات و هشت شهربازی لگولند تحت این برند ساخته شده‌اند. تا ژوئیه ۲۰۱۵، ۶۰۰ میلیارد قطعه لگو تولید شده‌است.

## تاریخچه

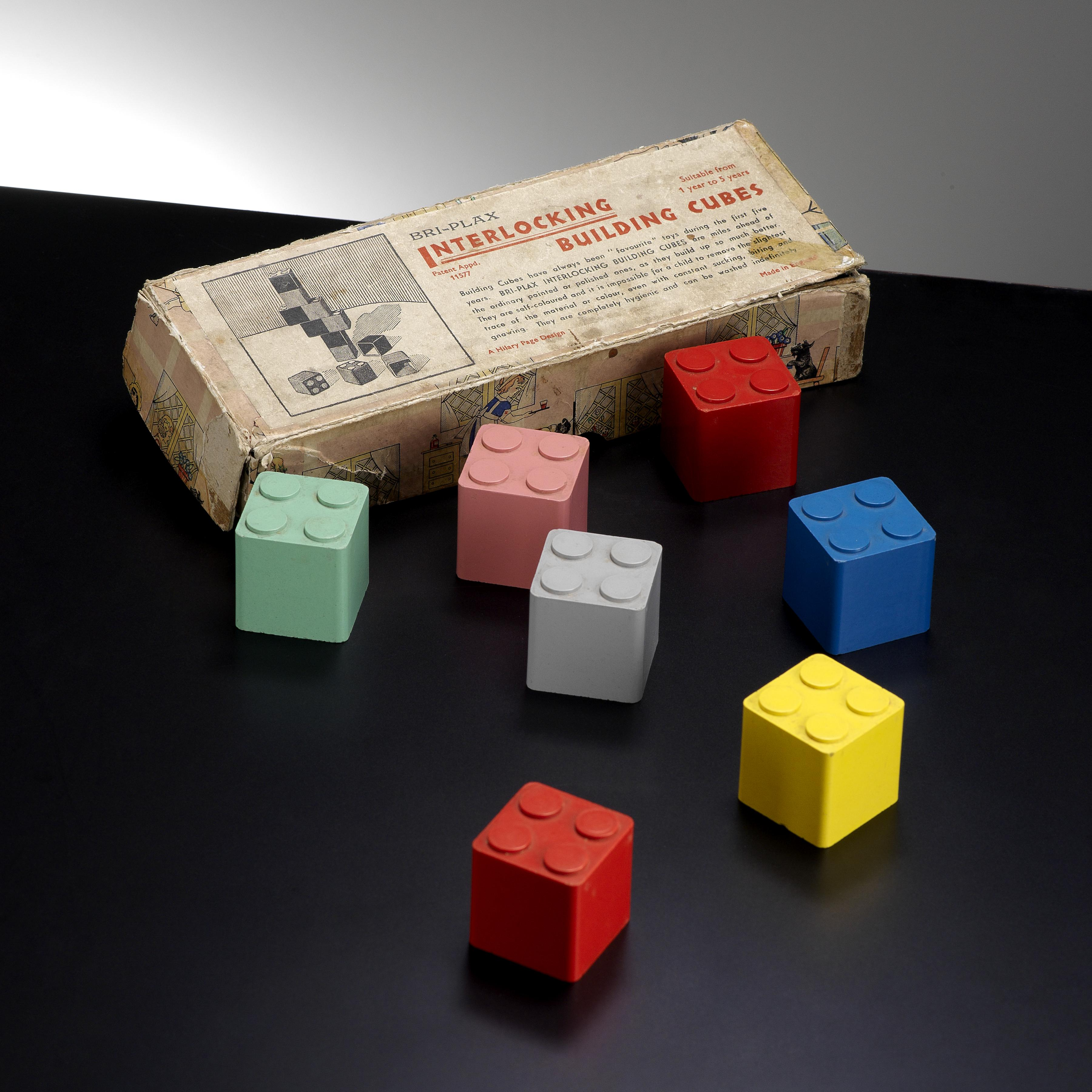
مکعب‌های در هم تنیده ساختمان هیلاری فیشر پیج توسط Kiddicraft

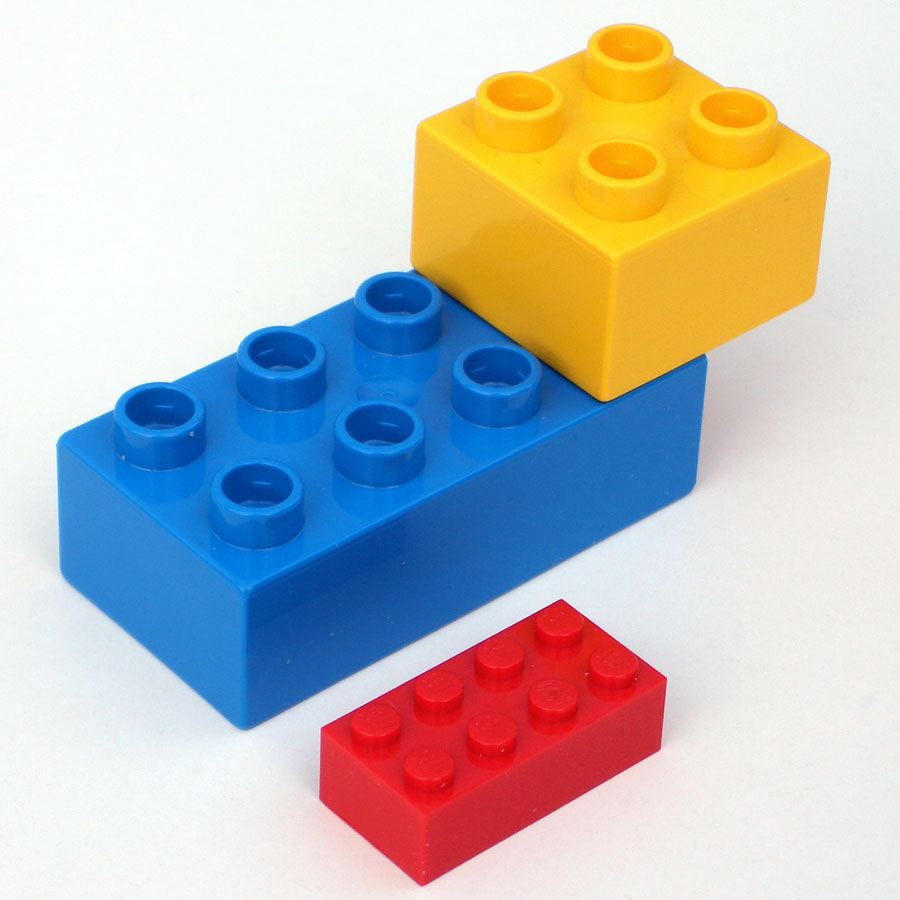
دو قطعه Lego Duplo با یک قطعه استاندارد برای مقایسه

گروه لگو در کارگاه اوله کیرک کریستیانسن (۱۸۹۱–۱۹۵۸)، نجار اهل بیلاند دانمارک، که در سال ۱۹۳۲ میلادی (۱۳۱۱ خورشیدی) شروع به ساخت اسباب بازی‌های چوبی کرد، شروع به کار کرد. در سال ۱۹۳۴، شرکت او «لگو» نام گرفت. برگرفته از عبارت دانمارکی که به معنی «خوب بازی کردن» است. در سال ۱۹۴۷، لگو برای شروع به تولید اسباب بازی‌های پلاستیکی گسترش یافت. در سال ۱۹۴۹ میلادی (۱۳۲۸ خورشیدی) لگو شروع به تولید، در میان سایر محصولات جدید، یک نسخه اولیه از قطعات در هم تنیده آشنا کرد که آنها را «قطعات خوداتصال» نامید. این آجرها بر اساس آجرهای Kiddicraft Self-Locking Bricks بودند که در سال ۱۹۳۹ در بریتانیا ثبت اختراع شده بود و در سال ۱۹۴۷ منتشر شد. لگو نمونه ای از قطعات Kiddicraft را از تأمین کننده یک‌دستگاه قالب‌گیری تزریقی دریافت کرده بود. خریداری شده‌است. این قطعات، که در اصل از استات سلولز ساخته شده بودند، توسعه بلوک‌های چوبی سنتی قابل روی هم در آن زمان بود.
شعار گروه لگو، "تنها بهترین‌ها به اندازه کافی خوب هستند" (عبارت دانمارکی: det bedste er ikke برای godt، به معنای واقعی کلمه "بهترین‌ها خیلی خوب هستند") در سال ۱۹۳۶ ایجاد شد. این شعار، که هنوز هم امروزه مورد استفاده قرار می‌گیرد، توسط کریستینسن برای تشویق کارمندانش ایجاد شد تا هرگز از کیفیت صرفه جویی نکنند، ارزشی که او به شدت به آن اعتقاد داشت. تا سال ۱۹۵۱، اسباب‌بازی‌های پلاستیکی نیمی از تولیدات شرکت لگو را تشکیل می‌داد، اگرچه مجله تجاری دانمارکی Legetøjs-Tidende ("Toy Times") که در اوایل دهه ۱۹۵۰ از کارخانه لگو در بیلاند بازدید کرد، احساس کرد که پلاستیک هرگز قادر نخواهد بود. برای جایگزینی اسباب بازی‌های چوبی سنتی اسباب‌بازی‌های لگو اگرچه یک احساس رایج است، اما به نظر می‌رسد که به استثنای قابل توجهی در مورد بیزاری از پلاستیک در اسباب‌بازی‌های کودکان تبدیل شده‌اند، تا حدی به دلیل استانداردهای بالای تعیین‌شده توسط اول کرک.
در سال ۱۹۵۴، پسر کریستینسن، گودفرد، مدیر عامل کوچک گروه لگو شد. گفتگوی او با یک خریدار خارج از کشور بود که به ایده یک سیستم اسباب بازی منجر شد. گادفرد پتانسیل بسیار زیادی را در قطعات لگو برای تبدیل شدن به سیستمی برای بازی خلاق دید، اما قطعات هنوز از نقطه نظر فنی مشکلاتی داشتند: توانایی قفل کردن آنها محدود بود و همه‌کاره نبودند. در سال ۱۹۵۸، طرح آجر مدرن توسعه یافت. پنج سال طول کشید تا ماده مناسب برای آن، پلیمر ABS (اکریلونیتریل بوتادین استایرن) پیدا شود. یک درخواست ثبت اختراع برای طراحی قطعه لگو مدرن در ۲۸ ژانویه ۱۹۵۸ میلادی (۸ بهمن ۱۳۳۷ خورشیدی) در دانمارک و در چند سال بعد در کشورهای مختلف دیگر ثبت شد.

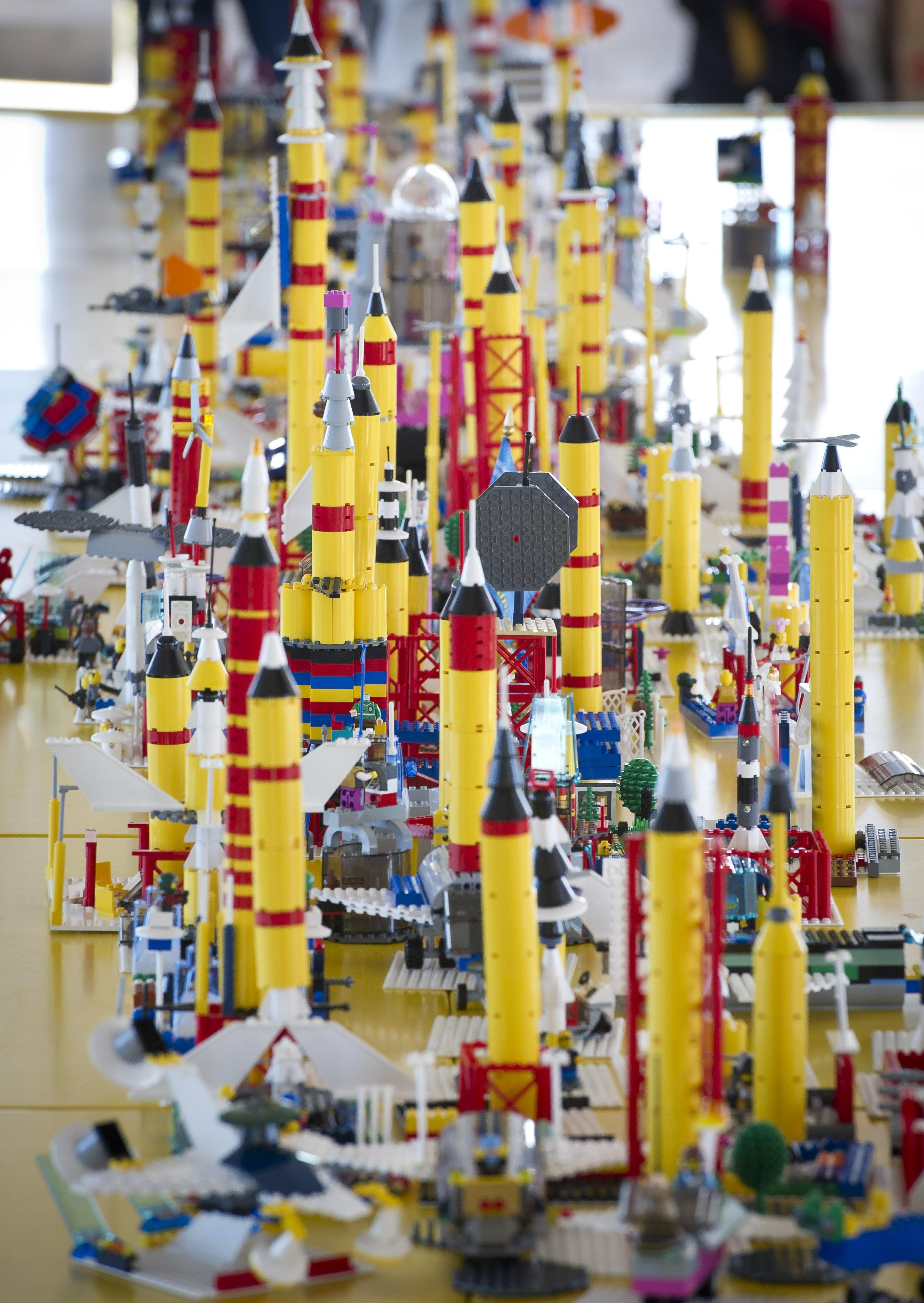
ساختمان لگو در مرکز فضایی کندی ناسا

خط تولید Duplo گروه لگو در سال ۱۹۶۹ معرفی شد و مجموعه ای از بلوک‌های ساده است که طول آنها دو برابر عرض، ارتفاع و عمق بلوک‌های استاندارد لگو است و برای کودکان کوچکتر طراحی شده‌است.
در سال ۱۹۷۸، لگو اولین مینی فیگورها را تولید کرد که از آن زمان در اکثر مجموعه‌ها به یک عنصر اصلی تبدیل شده‌است.
در ماه مه ۲۰۱۱، مأموریت شاتل فضایی Endeavour STS-134 ،۱۳ کیت لگو را به ایستگاه فضایی بین‌المللی آورد، جایی که فضانوردان مدل‌هایی را ساختند تا ببینند به عنوان بخشی از برنامه Lego Bricks in Space چگونه در ریزگرانش واکنش نشان می‌دهند.
در ماه مه ۲۰۱۳، بزرگ‌ترین مدلی که تا کنون ساخته شده‌است در شهر نیویورک به نمایش گذاشته شد و از بیش از ۵ میلیون آجر ساخته شده بود. یک مدل جنگنده X-wing مطعلق به جنگ ستارگان در مقیاس ۱:۱. سایر رکوردها عبارتند از یک برج ۳۴ متری (۱۱۲ فوت) و یک راه‌آهن به طول ۴ کیلومتر (۲٫۵ مایل).
در فوریه ۲۰۱۵، شرکت مشاوره بازاریابی Brand Finance، لگو را به عنوان «قدرتمندترین برند جهان» معرفی کرد و از فراری پیشی گرفت.

### در فرهنگ عام
محبوبیت لگو با نمایش گسترده و استفاده از آن در بسیاری از اشکال آثار فرهنگی، از جمله کتاب، فیلم و آثار هنری نشان داده شده‌است. حتی در کلاس درس به عنوان ابزار آموزشی استفاده شده‌است. در ایالات متحده، سازمان Lego Education آمریکای شمالی یک سرمایه‌گذاری مشترک بین پیتسکو، شرکت و بخش آموزشی گروه لگو است.
در سال ۱۹۹۸، قطعات لگو یکی از کسانی بودند که به تالار مشاهیر اسباب بازی ملی در The Strong در روچستر، نیویورک وارد شدند.

## طرح

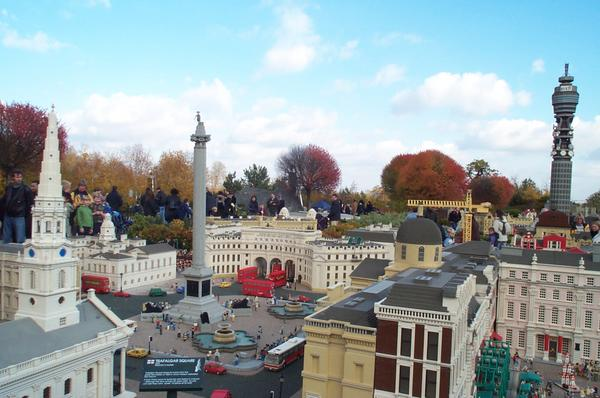
مدلی از میدان ترافالگار لندن در لگولند ویندزور

قطعات لگو از همه گونه‌ها یک سیستم جهانی را تشکیل می‌دهند. با وجود تنوع در طراحی و اهداف تک تک قطعات در طول سالها، هر قطعه به نوعی با قطعات موجود سازگار است. قطعات لگو از سال ۱۹۵۸ هنوز با قطعات ساخته شده در زمان کنونی پیوند خورده‌اند و مجموعه‌های لگو برای کودکان خردسال با قطعات ساخته شده برای نوجوانان سازگار است. شش قطعه ۲×۴ ناودانی را می‌توان به ۹۱۵٬۱۰۳٬۷۶۵ روش ترکیب کرد.
هر قطعه لگو باید با درجه دقیقی از دقت ساخته شود. هنگامی که دو قطعه درگیر می‌شوند باید محکم جا بیفتند، اما به راحتی جدا شوند. دستگاه‌هایی که قطعات لگو را تولید می‌کنند تا ۱۰ میکرومتر تحمل دارند.

ابعاد برخی از قطعات و صفحات لگو استاندارد

ایده اولیه و کار توسعه در دفتر مرکزی بیلاند انجام می‌شود، جایی که شرکت تقریباً ۱۲۰ طراح را استخدام می‌کند. این شرکت همچنین دارای دفاتر طراحی کوچکتری در بریتانیا، اسپانیا، آلمان و ژاپن است که وظیفه توسعه محصولاتی را با هدف ویژه در این بازارها بر عهده دارند. متوسط دوره توسعه برای یک محصول جدید حدود دوازده ماه است که به سه مرحله تقسیم می‌شود. مرحله اول شناسایی روندها و تحولات بازار، از جمله تماس مستقیم طراحان با بازار است. برخی در اسباب بازی فروشی‌ها نزدیک به تعطیلات مستقر هستند، در حالی که برخی دیگر با کودکان مصاحبه می‌کنند. مرحله دوم طراحی و توسعه محصول بر اساس نتایج مرحله اول است. از سپتامبر ۲۰۰۸ (آذر ۱۳۸۷) تیم‌های طراحی از نرم‌افزار مدل‌سازی سه بعدی برای تولید نقشه‌های CAD از طرح‌های اولیه طراحی استفاده می‌کنند. سپس طرح‌ها با استفاده از دستگاه استریولیتوگرافی داخلی نمونه سازی می‌شوند. این نمونه‌های اولیه برای اظهار نظر و آزمایش توسط والدین و فرزندان در طول فرایند «اعتبارسنجی» به کل تیم پروژه ارائه می‌شوند. سپس طرح‌ها ممکن است مطابق با نتایج حاصل از گروه‌های کانونی تغییر داده شوند. مدل‌های مجازی محصولات تکمیل‌شده لگو همزمان با نوشتن دستورالعمل‌های کاربر ساخته می‌شوند. مدل‌های تکمیل‌شده CAD نیز در سازمان‌های گسترده‌تر، برای بازاریابی و بسته‌بندی استفاده می‌شوند.
Lego Digital Designer یک نرم‌افزار رسمی لگو برای Mac OS X و Windows است که به کاربران اجازه می‌دهد طرح‌های دیجیتالی لگو خود را ایجاد کنند. این برنامه زمانی به مشتریان اجازه می‌داد تا طرح‌های سفارشی خود را سفارش دهند با سرویسی برای ارسال مدل‌های فیزیکی از Digital Designer به مصرف‌کنندگان. این سرویس در سال ۲۰۱۲ به پایان رسید.

## ساخت

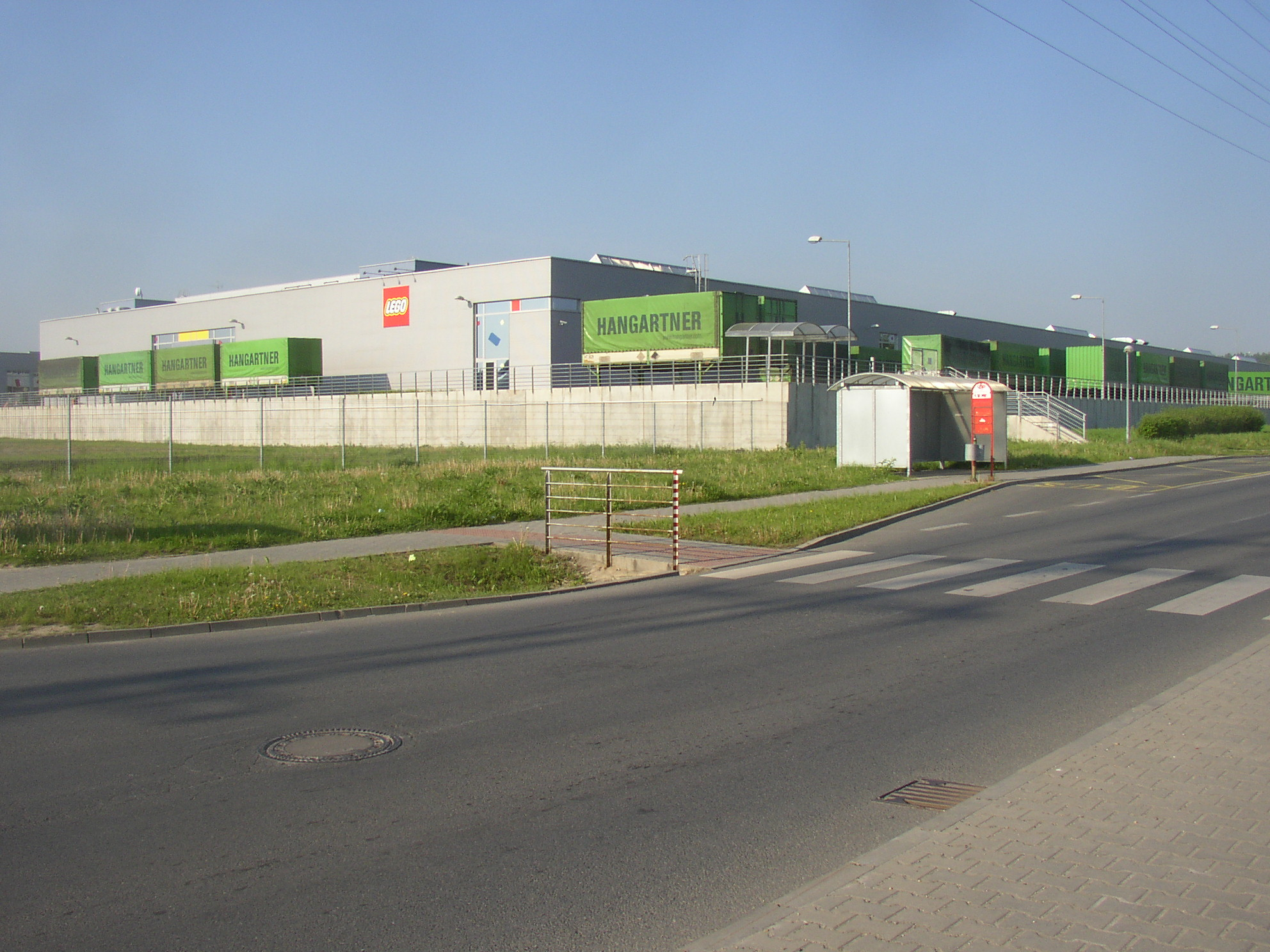
کارخانه لگو در کلادنو، جمهوری چک

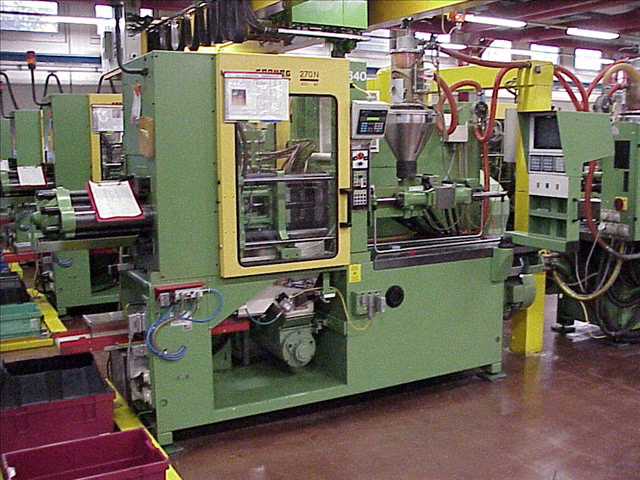
دستگاه‌های قالب‌گیری تزریقی لگو ساخت شرکت آلمانی آربورگ

از سال ۱۹۶۳، قطعات لگو از یک پلاستیک مقاوم و مقاوم به نام اکریلونیتریل بوتادین استایرن (ABS) ساخته شده‌است. از سپتامبر ۲۰۰۸، مهندسان لگو از مجموعه نرم‌افزاری NX CAD / CAM / CAE PLM برای مدل‌سازی عناصر استفاده می‌کنند. این نرم‌افزار اجازه می‌دهد تا قطعات از طریق جریان قالب و تجزیه و تحلیل تنش بهینه شوند. قالب‌های اولیه گاهی اوقات قبل از اینکه طراحی به تولید انبوه متعهد شود ساخته می‌شود. پلاستیک ABS تا دمای ۲۳۲ درجه سانتیگراد (۴۵۰ درجه فارنهایت) گرم می‌شود تا به خمیر برسد. -مانند قوام سپس با استفاده از نیروهایی بین ۲۵ تا ۱۵۰ تن به قالب تزریق می‌شود و تقریباً ۱۵ ثانیه طول می‌کشد تا خنک شود. تا ۲۰ میکرومتر تحمل قالب‌ها مجاز است تا اطمینان حاصل شود که آجرها متصل می‌مانند. بازرسان انسانی خروجی قالب‌ها را بررسی می‌کنند تا تغییرات قابل توجه در رنگ یا ضخامت را حذف کنند. به گفته گروه لگو، حدود هجده قطعه از هر میلیون قطعه استاندارد مورد نیاز را برآورده نمی‌کند. کارخانه‌های لگو به جز حدود ۱ درصد از زباله‌های پلاستیکی خود را از فرایند تولید بازیافت می‌کنند. اگر پلاستیک را نتوان دوباره در قطعات لگو استفاده کرد، پردازش شده و به صنایعی فروخته می‌شود که بتوانند از آن استفاده کنند. لگو برای یافتن جایگزینی سازگار با محیط زیست برای پلاستیک ABS که در حال حاضر در قطعات خود استفاده می‌کند، ضرب الاجل خود را تا سال ۲۰۳۰ تعیین کرده‌است.
تولید قطعه لگو در چندین مکان در سراسر جهان انجام می‌شود. قالب‌گیری در بیلاند دانمارک انجام می‌شود. Nyíregyháza، مجارستان؛ مونتری، مکزیک و اخیراً در جیاکسینگ، چین. تزئینات و بسته‌بندی قطعه در کارخانه‌هایی در دانمارک، مجارستان، مکزیک و کلادنو در جمهوری چک انجام می‌شود. گروه لگو تخمین می‌زند که در پنج دهه ۴۰۰ میلیارد بلوک لگو تولید کرده‌است. تولید سالانه قطعه لگو به‌طور متوسط تقریباً ۳۶ میلیارد یا حدود ۱۱۴۰ عنصر در ثانیه است. طبق مقاله ای در BusinessWeek در سال ۲۰۲۶، لگو را می‌توان به عنوان تولیدکننده شماره یک تایر در جهان در نظر گرفت. این کارخانه سالانه حدود ۳۰۶ میلیون تایر لاستیکی کوچک تولید می‌کند. این ادعا در سال ۲۰۱۲ تکرار شد.
در دسامبر ۲۰۱۲، برنامه رادیویی کم و بیش بی‌بی‌سی از بخش مهندسی دانشگاه آزاد خواست تا تعیین کند که "چند قطعه لگو که یکی روی دیگری چیده شده‌است، برای از بین بردن آجر پایینی وزن لازم است؟" با استفاده از یک دستگاه آزمایش هیدرولیک، بخش مهندسی تعیین کرد که میانگین حداکثر نیرویی که یک قطعه لگو ۲×۲ می‌تواند تحمل کند، ۴۲۴۰ نیوتن است. از آنجایی که یک قطعه لگو ۲×۲ متوسط جرمی برابر با ۱٫۱۵۲ گرم (۰٫۰۴۰۶ اونس) دارد، طبق محاسبات آنها، برای فروریختن ارتفاع قطعه زیرین به پشته ای از ۳۷۵۰۰۰ قطعه نیاز است که نشان دهنده یک پشته ۳۵۹۱ متری (۱۱۷۸۱ فوت) است.
آزمایش‌های خصوصی چندین هزار چرخه مونتاژ-جداسازی را قبل از شروع فرسودگی قطعات نشان داده‌اند، اگرچه آزمایش‌های لگو چرخه‌های کمتری را نشان می‌دهند.
در سال ۲۰۱۸، لگو اعلام کرد که از پلی اتیلن مشتق شده زیستی برای ساخت عناصر گیاهی خود (بخش‌هایی مانند برگ، بوته و درخت) استفاده خواهد کرد. در سال ۲۰۲۰، این شرکت اعلام کرد که بسته‌بندی محصولات خود را در کیسه‌های پلاستیکی یکبار مصرف متوقف می‌کند و در عوض از کیسه‌های کاغذی قابل بازیافت استفاده می‌کند.

### خطرات احتمالی قطعات لگو
مردی ساکن در ایالت آریزونا گزارش داد که به مدت ٢٥ سال (از دوران کودکی تا ٣٢ سالگی) قطعه ای لگو در حفره سینوس بینی اش گیر کرده بود و مرتب دچار عفونت های سینوسی می شد. وی از این قطعه لگو درون بینی اش اطلاعی نداشت و گمان می کرد که  گرفتگی بینی اش به دلیل آلرژی است.

## ست (تم)های لگو

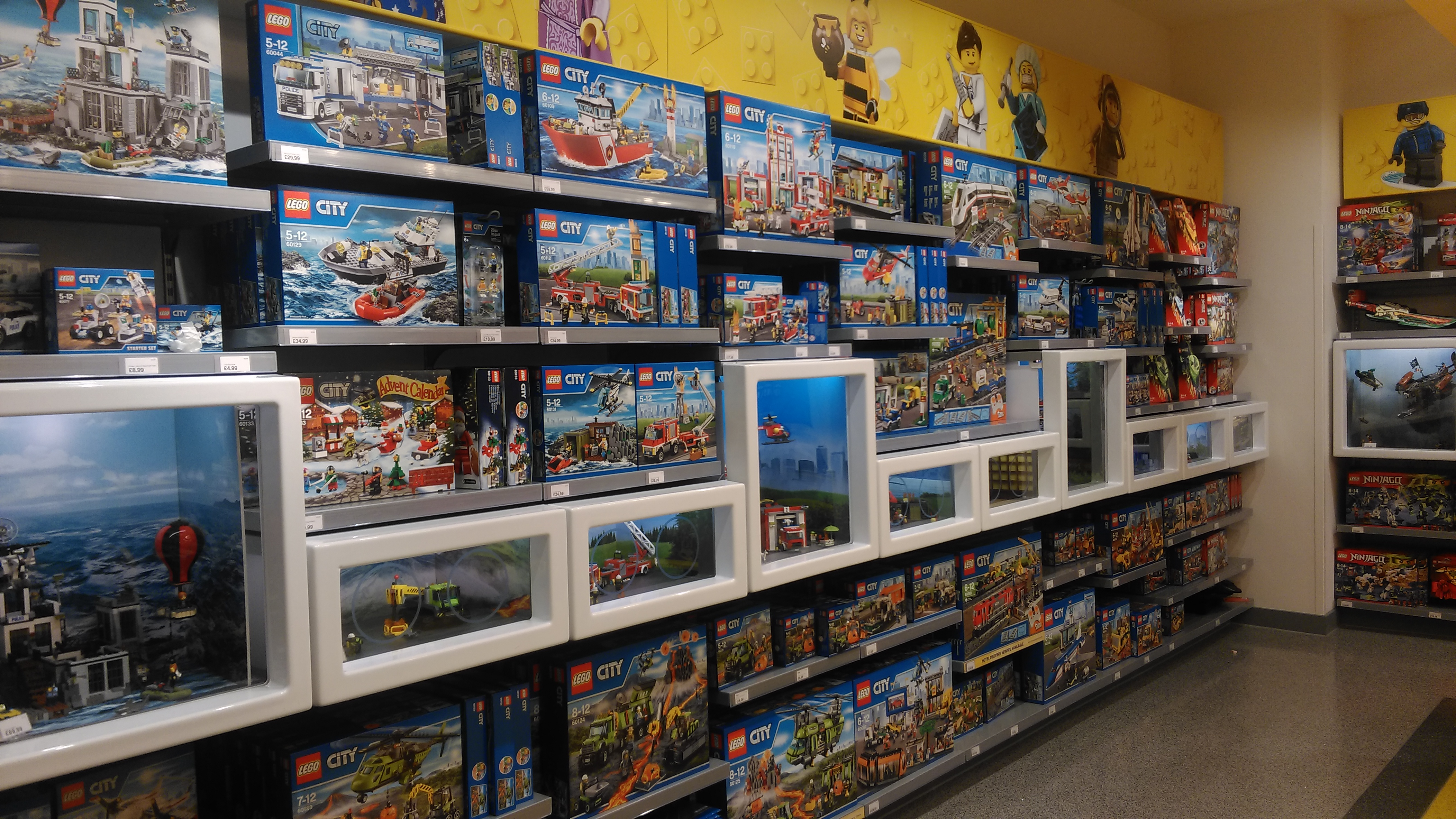
مجموعه‌های از تم لگو سیتی مربوط به سال ۲۰۱۵_۲۰۱۶ در یک فروشگاه در لندن

از دهه ۱۹۵۰، گروه لگو هزاران مجموعه با موضوعات مختلف، از جمله فضا، ربات‌ها، دزدان دریایی، قطار، وایکینگ‌ها، قلعه، دایناسورها، اکتشاف در زیر دریا و غرب وحشی و همچنین تم‌های کاملاً اصلی مانند لگو بیونیکل منتشر کرده‌است. برخی از تم‌های کلاسیک که تا به امروز ادامه دارند عبارتند از Lego City (مجموعه مجموعه‌هایی که زندگی شهری را در سال ۱۹۷۳ معرفی شد) و Lego Technic (خطی با هدف تقلید از ماشین آلات پیچیده، معرفی شده در سال ۱۹۷۷).
در طول سال‌ها، لگو تم‌هایی را از فرنچایزهای کارتون و فیلم و حتی برخی از بازی‌های ویدیویی مجوز داده‌است. اینها عبارتند از بتمن، ایندیانا جونز، دزدان دریایی کارائیب، هری پاتر، جنگ ستارگان و ماینکرفت. اگرچه برخی از تم‌های دارای مجوز، جنگ ستارگان لگو و لگو ایندیانا جونز، فروش بسیار موفقی داشتند، لگو ابراز تمایل کرده‌است که بیشتر بر شخصیت‌های خود و مضامین کلاسیک تکیه کند و کمتر بر تم‌های مجوزدار مرتبط با اکران فیلم‌ها تکیه کند. برخی از مجموعه‌ها شامل ارجاع به موضوعات دیگر مانند ماسک لگو بیونیکل در یکی از مجموعه‌های هری پاتر می‌شوند مجموعه‌های متوقف‌شده ممکن است به مجموعه‌ای قابل کلکسیون تبدیل شوند و ارزش دستوری در بازار سیاه.
برای بازی‌های المپیک تابستانی ۲۰۱۲ لندن، لگو مجموعه‌ای از Team GB Minifigures را منحصراً در بریتانیا به مناسبت افتتاحیه این بازی‌ها منتشر کرد. لگو برای بازی‌های المپیک تابستانی ۲۰۱۶ و پارالمپیک تابستانی ۲۰۱۶ در ریودوژانیرو کیت خود را با طلسم‌های المپیک و پارالمپیک وینیسیوس و تام منتشر کرد.
یکی از بزرگ‌ترین مجموعه‌های لگو که به صورت تجاری تولید شد، نسخه کوچکی از جنگ ستارگان هزاره فالکون بود. طراحی آن توسط ینس کرونولد فردریکسن، در سال ۲۰۰۷ منتشر شد و شامل ۵۱۹۵ قطعه بود. تاج محل ۵۹۲۲ قطعه از آن پیشی گرفت. یک هزاره فالکون بازطراحی شده در سال ۲۰۱۷ با ۷۵۴۱ قطعه، جایگاه اول را به خود اختصاص داد. از آن زمان، هزاره فالکون به عنوان بزرگ‌ترین لگو توسط نقشه جهانی هنر لگو با ۱۱۶۹۵ قطعه جایگزین شد. لگو تایتانیک با ۹۰۹۰ قطعه و Lego Architect Colosseum با ۹۰۳۶ قطعه.
در سال ۲۰۲۲، لگو برج ایفل را معرفی کرد، این مجموعه از ۱۰۰۰۰ قسمت تشکیل شده و ارتفاع آن به ۱۴۹ سانتی‌متر می‌رسد که آن را به بلندترین مجموعه و بلندترین برج تبدیل می‌کند، اما بعد از «نقشه جهان» دومین برج از نظر تعداد قطعات است.

## برند های معتبر لگو
- Lepin
- pioio
- Decool ( JISI )
- Lari
- Bella
- Cadfi
- SY
- Bt
- Amt

### تم‌های رباتیک
لگو همچنین در سال ۱۹۹۹ یک خط رباتیک از اسباب‌بازی‌ها به نام «Mindstorms» را راه‌اندازی کرد و از آن زمان به گسترش و به‌روزرسانی این محدوده ادامه داده‌است. ریشه‌های این محصول از یک آجر قابل برنامه‌ریزی است که در آزمایشگاه رسانه MIT توسعه یافته‌است، و نام آن از مقاله‌ای توسط سیمور پیپرت، دانشمند کامپیوتر و مربی که نظریه آموزشی ساخت‌گرایی را توسعه داده‌است، گرفته شده‌است و تحقیقاتش در برخی مواقع توسط بودجه گروه لگو تأمین می‌شود.
آجر قابل برنامه‌ریزی لگو که در قلب این مجموعه‌های رباتیک قرار دارد، چندین بار به روز رسانی و بازطراحی شده‌است که جدیدترین آنها آجر 'EV3' نام دارد و با نام Lego Mindstorms EV3 به فروش می‌رسد. این مجموعه شامل حسگرهایی است که لمس، نور، صدا و امواج اولتراسونیک را تشخیص می‌دهد و چندین سنسور دیگر از جمله یک خواننده RFID به‌طور جداگانه فروخته می‌شوند.
آجر هوشمند را می‌توان با استفاده از نرم‌افزار رسمی موجود برای رایانه‌های ویندوز و Mac برنامه‌ریزی کرد و از طریق بلوتوث یا کابل USB بر روی آجر دانلود می‌شود. همچنین چندین برنامه غیررسمی و زبان‌های برنامه‌نویسی سازگار وجود دارد که برای کار با آجر ساخته شده‌اند و کتاب‌های زیادی برای حمایت از این جامعه نوشته شده‌است.
چندین مسابقه رباتیک وجود دارد که از مجموعه‌های رباتیک لگو استفاده می‌شود. اولین مسابقه Botball است، که یک مسابقه ملی مدارس راهنمایی و دبیرستان ایالات متحده است که از مسابقات رباتیک MIT 6.270 لگو نشات می‌گیرد. سایر مسابقات رباتیک لگو شامل FIRST LEGO League Discover برای کودکان ۴ تا ۶ ساله، FIRST LEGO League Explore برای دانش آموزان ۶ تا ۹ ساله و FIRST Lego League Challenge است. برای دانش آموزان ۹ تا ۱۶ ساله (سن ۹ تا ۱۴ سال در ایالات متحده، کانادا و مکزیک). این برنامه‌ها چالش‌های مهندسی دنیای واقعی را به شرکت کنندگان ارائه می‌دهند. چالش FIRST LEGO League از ربات‌های مبتنی بر LEGO برای تکمیل وظایف استفاده می‌کند، شرکت‌کنندگان FIRST LEGO League Explore مدل‌هایی را از عناصر لگو می‌سازند، و شرکت‌کنندگان FIRST LEGO League Discover از Duplo استفاده می‌کنند. در فصل ۲۰۱۹–۲۰۲۰، ۳۸۶۰۹ تیم چالش اول لیگ لگو و ۲۱۷۰۳ تیم FIRST LEGO League Explore در سراسر جهان وجود داشت. مسابقات بین‌المللی فوتبال RoboCup Junior شامل استفاده گسترده از تجهیزات Lego Mindstorms است که اغلب به محدودیت‌های شدید خود کشیده می‌شود.
قابلیت‌های محدوده Mindstorms اکنون برای استفاده در سیستم پروتز خلاق Iko، یک سیستم اندام مصنوعی طراحی شده برای کودکان، به کار گرفته شده‌است. طراحی این پروتزهای لگو به همه چیز از حفارهای مکانیکی گرفته تا سفینه‌های فضایی پرتاب لیزر اجازه می‌دهد تا به انتهای اندام کودک بپیچند. Iko کار طراح کلمبیایی مستقر در شیکاگو، کارلوس آرتورو تورس است، و یک سیستم مدولار است که به کودکان اجازه می‌دهد تا پروتزهای خود را با سهولت کلیک کردن روی آجرهای پلاستیکی سفارشی کنند. این پروتز مدولار که با همکاری آزمایشگاه آینده لگو، بخش تحقیقات تجربی شرکت اسباب‌بازی دانمارکی، و Cirec، یک بنیاد کلمبیایی برای توانبخشی فیزیکی طراحی شده‌است، دارای حسگرهای میوالکتریک است که فعالیت عضله را در استامپ ثبت می‌کند و سیگنالی را برای کنترل حرکت در اتصال ارسال می‌کند.

## محصولات مرتبط

### بازی‌های ویدیویی
لگو در سال ۱۹۹۷ با تأسیس شرکت Lego Media International Limited وارد بازار بازی‌های ویدیویی شد و در همان سال بازی لگو جزیره توسط شرکت Mindscape منتشر شد. پس از این، لگو عناوینی مانند Lego Creator و لگو رانندگان را منتشر کرد.
پس از اینکه لگو شرکت تابعه انتشاراتی خود را تعطیل کرد، آنها به همکاری با شرکت ترولرز تیلز روی آوردند و به ساخت بازی‌هایی مانند Lego Star Wars ،Lego Indiana Jones ،Lego Batman و بسیاری دیگر از جمله بازی بسیار مورد استقبال Lego Marvel Super Heroes پرداختند که شهر نیویورک را به عنوان دنیای فرازمینی و شامل شخصیت‌های مارول از انتقام‌جویان، چهار شگفت‌انگیز، ایکس‌من و موارد دیگر بود. در سال ۲۰۱۴، لگو به دلیل محبوبیت فیلم لگو، بازی‌ای بر اساس آن ساخت.

## نگارخانه

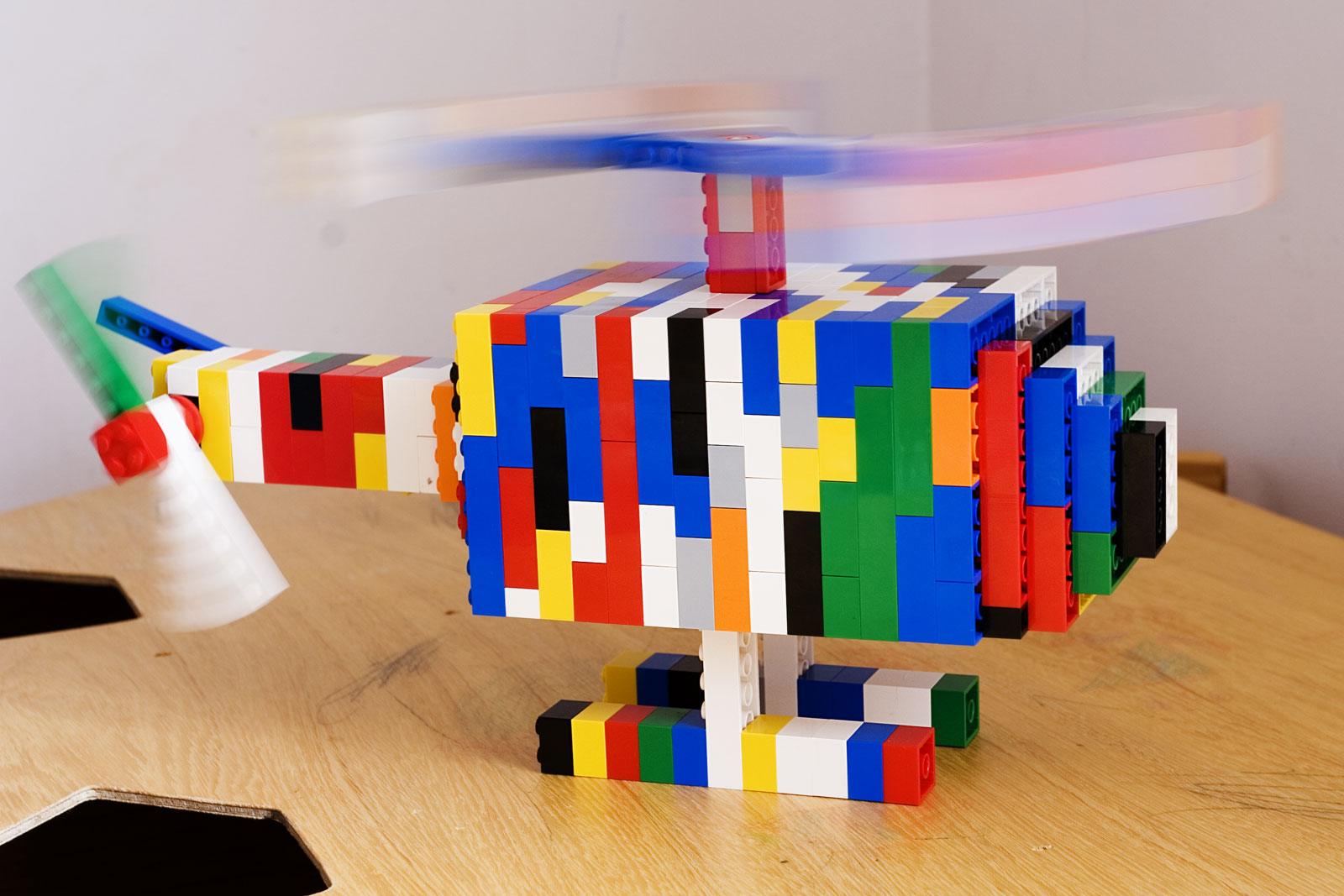
هلی کوپتر ساخته شده از قطعات لگو
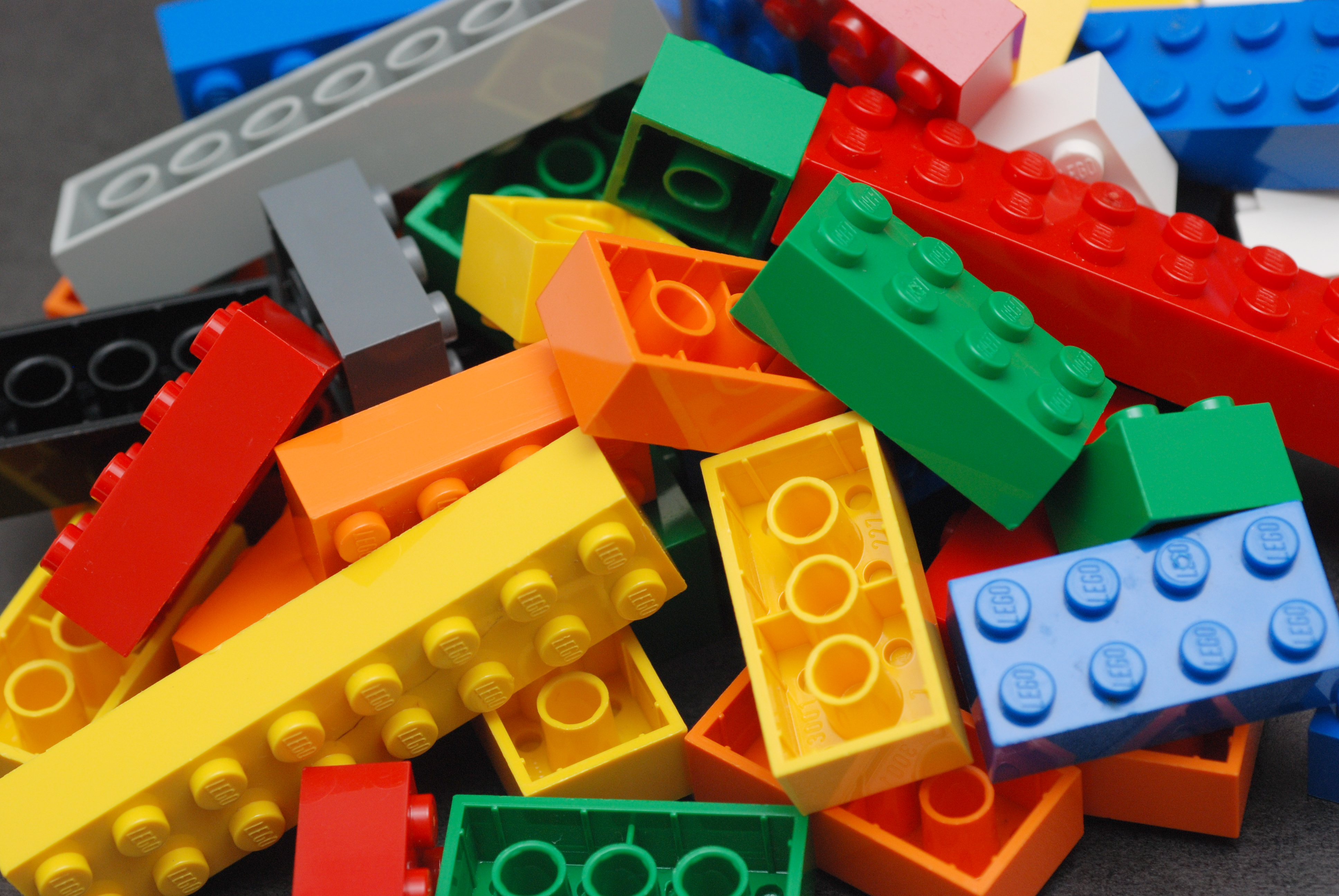
آجرک‌های لگویی
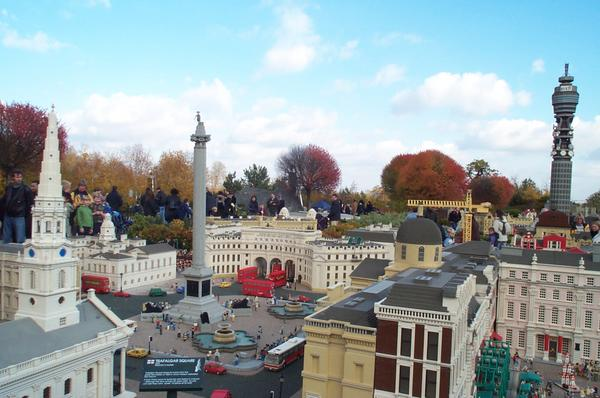
مدلی از میدان ترافالگار، لندن، در لگولند ویندزور
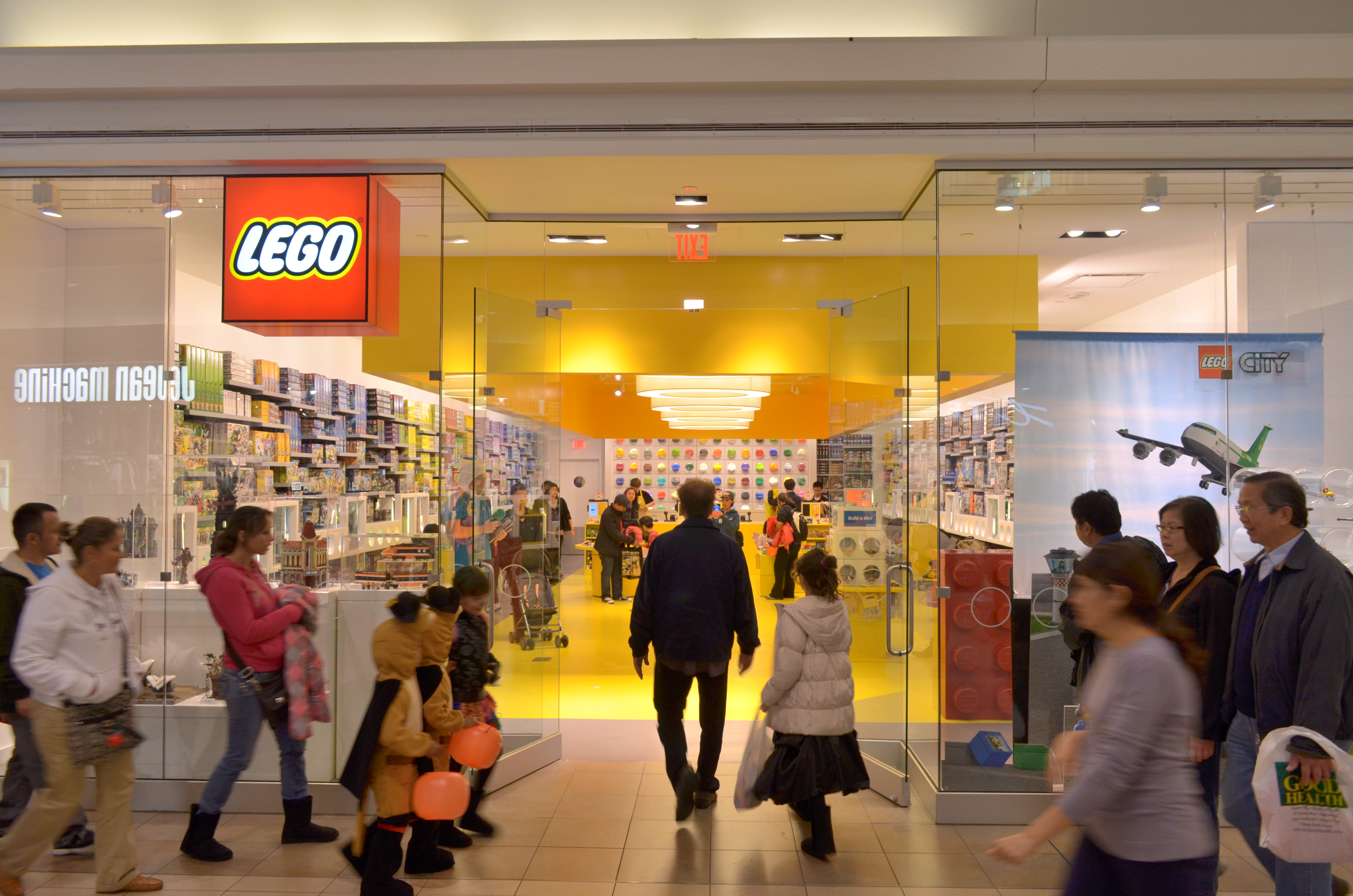
یک فروشگاه لگو در کانادا